# Museo Regionale di Scienze Naturali di Torino
Le Museo Regionale di Scienze Naturali di Torino (Musée régional de sciences naturelles de Turin) est un muséum fondé en 1978 pour abriter les collections d’histoire naturelle de l’université de Turin. Il est situé au 36 Via Giolitti à Turin, dans un bâtiment du XVIIe siècle.
Le muséum possède des départements de zoologie, d’entomologie, de botanique, de minéraux, de géologie et de paléontologie ainsi qu’une bibliothèque spécialisée et un centre d’exposition.
Parmi les collections historiques conservées au muséum, il faut citer celles de Franco Andrea Bonelli (1784-1830) et de Massimiliano Spinola (1780-1857).